# Botanophila minuta
Botanophila minuta är en tvåvingeart som beskrevs av Verner Michelsen 2009. Botanophila minuta ingår i släktet Botanophila, och familjen blomsterflugor. Arten är reproducerande i Sverige.